# طباعة من سطح دائري غائر

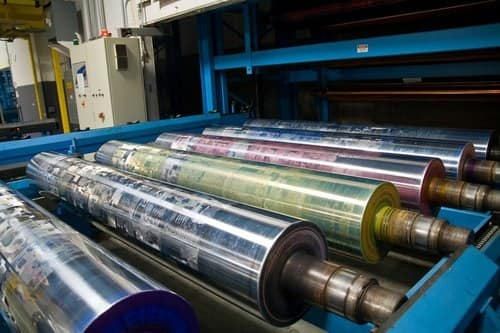
سلندرات طباعة روتوغراف

الطباعة من سطح دائري غائر أو طباعة الروتوغراف هي أحد أنواع الطباعة المشهورة ( فلكسو – روتو – أوفست – سلك سكرين) وتتميز باختلاف نوع سطح الطباعة المستخدم
عملية الطباعة على ماكينات الروتو تعتمد على غمر السلندر المحفور حتى نصفه تقريبا بحوض الحبر، ثم يتم كشط الحبر الزائد من على السلندر بالدكتوربليت بحيث يلامس السلندر بعد كشط الحبر الزائد وتبقى الحبر الموجود بالحفر ( الأسكرين ) فقط يلامس الفيلم المراد طباعته بعد نزول رول الربر وضغطه على السلندر وبينهما الفيلم المراد الطباعة عليه ومن ثم يدخل في المجفف أعلى وحدة الروتوجرافيور ويستمر حتى الوصول إلى الوحدة التالية وتكرر عملية الطباعة والتجفيف حسب عدد الألوان المطلوبة
قد تطور الحفر على السلندر تطورا كبيرا في الربع الأخير من القرن الماضى فبدلا من الحفر الميكانيكى ثم الكيمائى جاء الحفر الألكترونى والحفر بالليزر
كذلك تطورت صناعة أنتاج السلندر وماكينات ترسيب النحاس وتكسية النحاس بالكروم وعملية إزالة الكروم وفصل القميص وغيرها من التقنيات الحديثة
بل تطور الأمر بمطابع الروتو ليشمل التجهيزات المسبقة لسرعة تغير الأعمال والتي كانت تأخذ وقتا طويلا فيما مضى وأصبحت التقنية الجديدة سابقة التجهيزات تعطى إمكانية تغير ثمان وحدات روتو في اقل من 10 دقائق وهذا يشمل الأحواض والسلندرات والربر ومضخات الحبر وهذا يعتبر أنجاز حيث كان في الماضى ليس بالبعيد يأخذ تغير ثمان وحدات بالطريقة العادية حوالى أربع ساعات على أقل تقدير وبعمالة مدربة
اسطح الطباعية الرئبسبة هي:
السطح البارز
السطح الغائر
السطح الأملس
السطح المسامى
بالنسبة للطباعة الروتوجرافية تعتمد على مبدأ السطح الغائر في عملية الطباعة

### السطح الغائر
هنا يكون الوضع بالعكس تماما للسطح البارز فيوجد سطح غائر أو حفرة أو تجويف منتظم نضع به الحبر وننظف تماما ماحوله بحيث يكون الحبر فقط موجود بتلك الحفرة ومن ثم يتم تلامس بين هذا السطح والمواد المراد الطباعة عليها فينتقل الحبر من الحفرة إلى المواد المراد الطباعة عليها بعد الضغط عليهما لتسهيل عملية انتقال الحبر إلى المواد المراد الطباعة عليها
وهذا السطح الغائر موجود بمصانع البلاستيك على هيئة مطابع الروتوجرافيور
والتي تتكون الوحدة الطباعية بها من سلندر من الحديد المغطى بطبقة من النحاس سميكة نسبيا ثم طبقة أخرى رقيقة من النحاس يتم الحفر على الأخيرة بما يسمى نقط سكرين التي تحتفظ بالحبر داخلها وينظف ما حولها بسكين يسمى دكتور بليت تمهيدا لملامسة للمواد المراد الطباعة عليها بعد الضغط بين السلندر المحفور والمواد المراد الطباعة عليها بواسطة سلندر ربر لتسهيل عملية انتقال الحبر من الاسكرين إلى المواد المراد الطباعة عليها.

### تتكون ماكينة الروتوجرافيور من

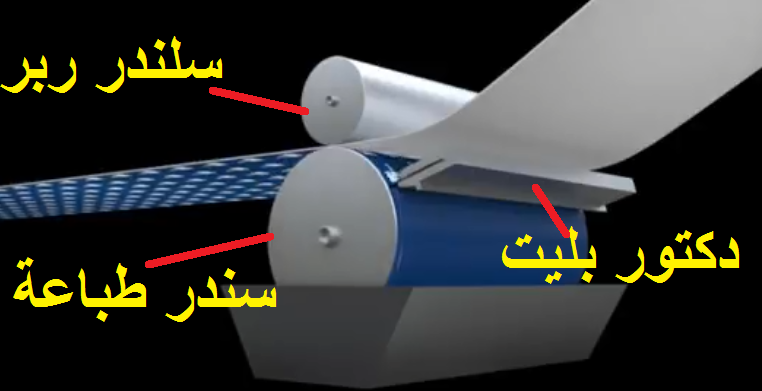
آلية الطباعة الروتوغراف

1-وحدة التغذية لرول الفيلم المراد طباعته
2-وحدة شد خلفية
3-وحدات الطباعة روتوجرافيور
4-وحدات التجفيف المكملة لوحدات الطباعة
5-وحدة الشد الأمامية
6-وحدة اللف للف رول الفيلم المطبوع
7-يمكن إضافة وحدة لامنيشن محدودة لوضع شرائط لأنواع تغليف معينة
8-وحدة امبوزنج لعمل رسومات وأشكال مختلفة وخاصة على الألمنيوم فويل.